# Bratačić
Bratačić (en serbe cyrillique : Братачић) est un village de Serbie situé dans la municipalité d’Osečina, district de Kolubara. Au recensement de 2011, il comptait 258 habitants.
Bratačić est également connu sous le nom de Donji Bratačić.

## Démographie
| 1948 | 1953 | 1961 | 1971 | 1981 | 1991 | 2002 | 2011 |
| ---- | ---- | ---- | ---- | ---- | ---- | ---- | ---- |
| 541  | 534  | 498  | 468  | 430  | 328  | 310  | 258  |

|  |